# La Loge-Pomblin
La Loge-Pomblin è un comune francese di 68 abitanti situato nel dipartimento dell'Aube nella regione del Grand Est.

## Società

### Evoluzione demografica
Abitanti censiti